# Каппа Голубя
Каппа Голубя (лат. κ Columbae), HD 43785 — двойная звезда в созвездии Голубя на расстоянии приблизительно 193 световых лет (около 59,1 парсек) от Солнца. Видимая звёздная величина звезды — +4,37m.

## Характеристики
Первый компонент — оранжево-жёлтый гигант спектрального класса G8II, или G9IIIbCN0,5, или K0, или K0,5IIIa. Масса — около 2,49 солнечной, радиус — около 9,744 солнечного, светимость — около 60,256 солнечной. Эффективная температура — около 4937 K.
Второй компонент — коричневый карлик. Масса — около 19,28 юпитерианской. Удалён в среднем на 2,105 а.е..